# لال سينجا شادا
لال سينجا شادا (بالإنجليزية: Laal Singh Chaddha)‏ هو فيلم كوميديا دراما هندي قادم من إخراج أدفيت تشاندان ومن إنتاج عامر خان للإنتاج الفيلم مأخوذ من الفيلم الأمريكي فورست غامب
الفيلم من بطولة عامر خان،كارينا كابور ومنى سينغ.
من المقرر عرض الفيلم في ديسمبر 2021.

## روابط خارجية
- لال سينجا شادا على موقع IMDb (الإنجليزية)
- لال سينجا شادا على موقع روتن توميتوز (الإنجليزية)
- لال سينجا شادا على موقع نتفليكس (الإنجليزية)
- لال سينجا شادا على موقع ألو سيني (الفرنسية)
- لال سينجا شادا على موقع قاعدة بيانات الفيلم (الإنجليزية)
- لال سينجا شادا على موقع ليتربوكسد (الإنجليزية)
- لال سينجا شادا على موقع كينوبويسك (الروسية)

لم يتم العثور على روابط لمواقع التواصل الاجتماعي.